# Claudia Wissmann

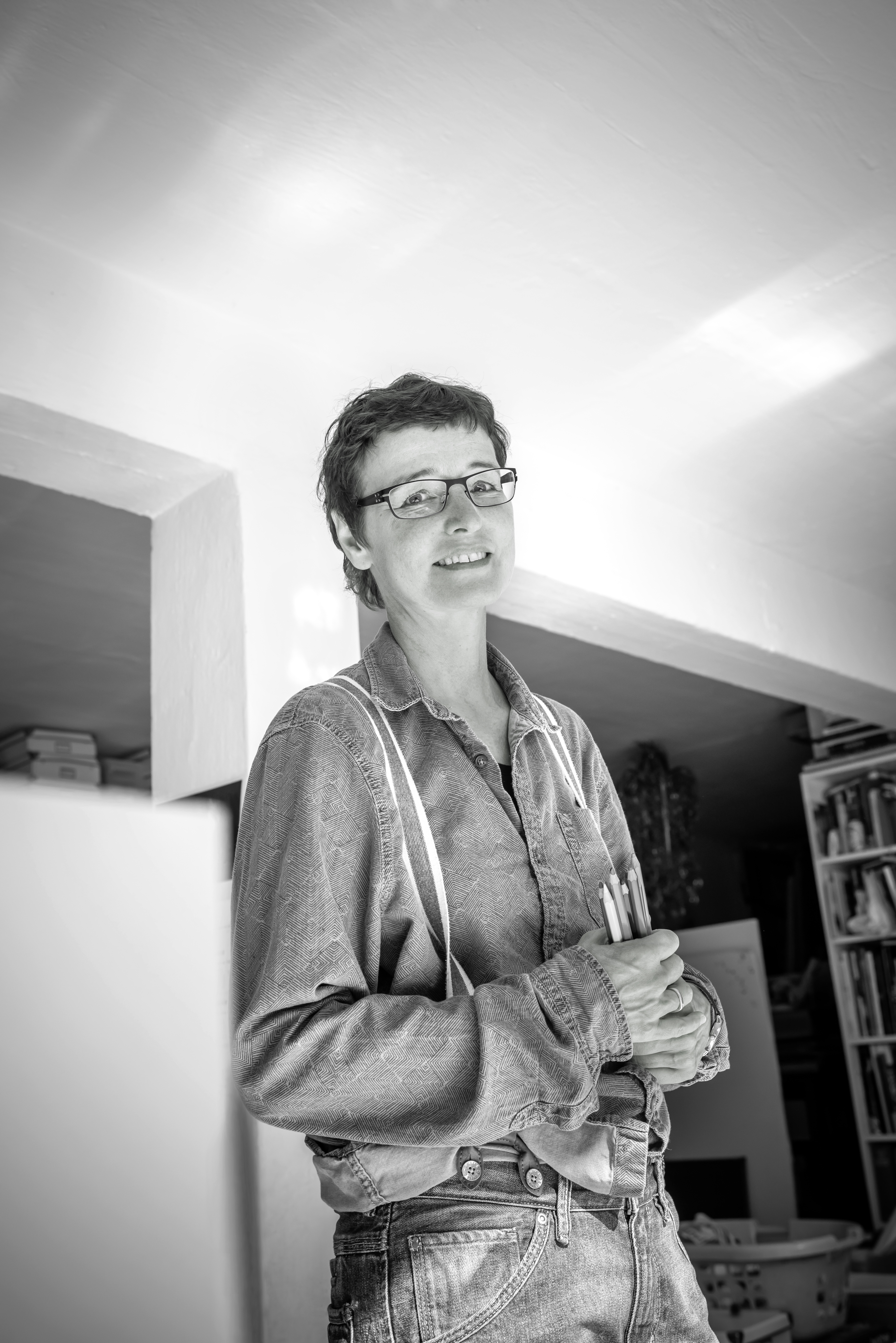
Claudia Wissmann, 2015

Claudia Wissmann (* 6. Februar 1964 in Dingden) ist eine deutsche Lichtkünstlerin, wohnhaft in Hannover.
Im Mittelpunkt ihrer Kunst steht das Verhältnis von Natur, Architektur und Licht. Dabei setzt Wissmann Tages- und Kunstlicht zur Umdeutung und Interpretation von Bauwerken und Orten ein. Als bezeichnend für ihre Kunstwerke gilt die Auseinandersetzung mit der Entstehung, der Geschichte und der Funktion von Gebäuden, Räumen und Orten.

## Biografie
Claudia Wissmann wurde als Tochter einer Spielwarenhändlerin und eines Schmiedes in Dingden am Niederrhein geboren. Ab 1983 studierte sie Visuelle Kommunikation an der Fachhochschule in Krefeld. Von 1985 bis 1992 folgte ein Studium der Bildenden Kunst und des Films bzw. Videokunst an der Kunstakademie Münster bei Inge Mahn, Gunther Keusen und Lutz Mommartz. In der Zeit von 1988 bis 1989 hielt sie sich an der University of Reading in England auf. Dort studierte sie unter dem Einfluss der Installationskünstler Richard Wilson, Marc Camilla Chaimowicz und den beiden Lichtkünstlern Ron Haselden und dem Neuseeländer Bill Culbert.
1989 war Claudia Wissmans erste Lichtinstallation mit Tageslicht unter dem Titel Light movements – far five windows in der University Art Gallery in Reading zu sehen, bei der sie selbst als Akteurin im Verhältnis von Licht, Schatten und Identität mitwirkte.
Nach weiteren Installationsexperimenten wandte sie sich schließlich der Lichtkunst im Kontext von Architektur zu. Bedeutend und inspirierend für Wissmann waren dabei, neben ihrer Studienzeit an der Universität in Reading, die Filme und Bodysculptures von Rebecca Horn, Werke von Maya Deren sowie Performances und Projektionen von Nan Hoover im Kontext von Licht und Schatten.
Ihr Hauptinteresse liegt heute bei dem Verhältnis von Licht und Architektur sowie Licht und Natur. Wissmann verwendet sowohl Kunstlicht als auch Tageslicht in den verschiedensten Formen der Reflexion als Gestaltungsmedium. Ziel ist nicht die Beleuchtung von Gebäuden oder Naturformen, sondern eine Änderung der Wahrnehmung und Umdeutung durch Licht. Wissmann hat sich in den letzten Jahren außerdem auch vermehrt der Arbeit mit Kindern gewidmet. Das mit den Künstlerinnen Ute Heuer, Kirsten Mosel und Andrea von Lüdinghausen in Hannover gegründete Mobile Atelier veranstaltet einwöchige Workshops in Kindergärten, die Kinder von 3 bis 6 Jahren an die verschiedensten Ausdrucksformen der Kunst heranführen.

## Einzelausstellungen (Auswahl)
- 1989: Five Days a Week, University Art Gallery, Reading, GB
- 1993: Umgehung, Wewerka Pavillon, Münster
- 1996: night falls – light falls, Kloster Plasy, (CZ)
- 1997: Kunst am Bau – Mögliche Projektionen, Museum Ostwall, Dortmund
- 2000: Light Lift, Lönnströmin Art Museum, Rauma (SF). „Ex Architectura“, Sprengel Museum Hannover, Hannover
- 2002: Legenda Aurea, St. Petri, Dortmund. Die Stätte, Zentrum für Internationale Lichtkunst, Unna
- 2004: Lichtarchitektur, Kunstverein Siegen
- 2006: Winterlicht, Kloster Gravenhorst
- 2009: Spiegelungen, Schloss Agathenburg, Stade
- 2009: WIllkommen im Westen, Kaserne, Goch[6]

## Gruppenausstellungen (Auswahl)
- 1996: Villa Romana, Folkwang-Museum, Essen
- 1999: Übergänge, Recklinghausen
- 2000: Transfer, Centro Galego de Arte Contemporanea, Santiago de Compostela (SP), (auch: Sala de Expositiones Recalde, Bilbao, Stiftung Wilhelm-Lehmbruck-Museum, Duisburg, Zeche Zollverein, Essen)
- 2002: MEGA – Manifeste der Anmaßung, forum für experimentelle architektur, k/haus, Wien (A)
- 2004: Stadtlicht – Lichtkunst, Stiftung Wilhelm-Lehmbruck-Museum, Zentrum Internationale Skulptur, Duisburg
- 2005: Lichtkunst aus Kunstlicht, Zentrum für Kunst und Medien (ZKM), Museum für Neue Kunst, Karlsruhe[7]
- 2005: Re:MODERN – Zur Renaissance der ästhetischen Moderne, K/haus, Wien
- 2007: Nordskulptur:Licht, Kunstverein, Neumünster
- 2010: Gabriele-Münter-Preis 2010, Martin-Gropius-Bau, Berlin[8]
- 2010: White Box Art Museum, Beijing, China
- 2011: lichtsicht internationale Projektionsbiennale, Bad Rothenfelde
- 2012: Jetlag, Messe Hannover, Partnerland China

## Permanente Lichtinstallationen/Lichtskulpturen im öffentlichen Raum
- 2003: Light Gardens, Prado Skulpturen Park, Vitoria-Gasteiz, Spanien
- 2004: Wetter/Leuchten, VKB Versicherungskammer Bayern, München
- 2006: Glitzerbaum für Kastanie, Lichtpromenade Lippstadt, Standort: Lippebug/Lipperesidenz
- 2007: Dach Hoch², Landratsamt, Göttingen
- 2007: Colour the Station Tramhalte Nieuwegein, Utrecht
- 2009: Schloßallee, Kunststiftung Schloss Agathenburg
- 2013: Colour the theatre, Theater de Kom, Nieuwegein, Utrecht
- 2015: Light Going, Verbindungstunnel zwischen dem Van Heek--Parkaus und dem Krankenhaus Medisch Spectrum Twente, Enschede (NLD)[9]
- 2019: Which side are you on?, Sparkasse, Göttingen[10][11][12]

## Werke in öffentlichen und privaten Sammlungen
- Sammlung der Kulturstiftung der Stadtsparkasse Bocholt
- Sammlung der Kunststiftung der Stadtsparkasse Magdeburg
- Sammlung der Kulturstiftung der Westf. Provinzial-Versicherungen, Münster
- Museum für Kunst- und Kulturgeschichte, Dortmund
- Landschaftsverband Westfalen-Lippe, Münster
- Kunstsammlung der Stadtsparkasse Siegen
- Sammlung Don Bosco Stiftung, Bonn
- Kunstsammlung Gemeente Nieuwegein, Niederlande

## Preise und Auszeichnungen (Auswahl)
- 1997: PIXEL-digital imaging award der Kodak AG und des BFF Stuttgart
- 1999: 1. Preis des Bildhauersymposiums Holzminden
- 2000: 2. Preisträgerin des H.W. & J. Hector-Kunstpreis
- 2003: 1. Preis des Kunstpreises Sickingen für Grafik
- 2005: 1. Preis des Wettbewerbs für die künstlerische Gestaltung des Frohsinnplatz, Aschaffenburg
- 2006: 1. Preis des Wettbewerbs Kunst am Bau mit Licht, Landratsamt Göttingen
- 2007: Zukunftspreis Jugendkultur der PwC-Stiftung für das „Mobile Atelier“
- 2008: Medien-RAUM-Preis der Emscher Genossenschaft, Skulpturenmuseum Glaskasten, Marl